# Elda Simonett-Giovanoli
Elda Simonett-Giovanoli (Bondo, 1º febbraio 1924 – Bivio, 20 febbraio 2018) è stata un'insegnante svizzera, nota per la promozione della lingua italiana in Svizzera.

## Biografia
Nata nella val Bregaglia svizzera a Bondo ma da famiglia originaria di Soglio, visse durante il periodo fascista in Toscana dove frequentò le magistrali all'Istituto Malaspina di Firenze. Nel 1943 tornò in Svizzera dove fece l'insegnante a Bivio, nel Cantone dei Grigioni, fino a quando non andò in pensione.
Continuò fino alla morte a difendere l'uso dell'italiano a Bivio (fino al 2005 unico Comune svizzero al di là dello spartiacque alpino con l'italiano quale lingua ufficiale). Per questo motivo le vennero conferiti nel 1978 la Cavaliere di gran croce dell'Ordine al merito della Repubblica Italiana da parte del presidente della Repubblica Italiana e nel 2007 il «Cubetto Pgi». Collaborò dal 1957 al 2002 con l'associazione Pro Grigioni Italiano a 46 edizioni dell'Almanacco del Grigioni italiano quale redattrice per la Val Bregaglia e la Val Sursette e scrisse regolarmente dei contributi per il settimanale Il Grigione Italiano. Realizzò inoltre contributi per il Periodico bregagliotto dal 1953 al 1962 e pubblicò nel corso degli anni i seguenti volumi: Personaggi veri e leggende (1975), A goccia a goccia (1988), Bivio und das Bergell – Märchen, Geschichten, Legenden (1988), C’era una volta Bivio… (1992), „Es war einmal…“ - Ereignisse aus der turbulenten Vergangenheit von Bivio, Marmorera und das Bergell (1994), Personaggi veri e leggende (1997, 2ª edizione rivisitata), Ricordi di vita di un’insegnante «per vocazione» (2012).
È morta nella sua casa di Bivio il 20 febbraio 2018 all'età di 94 anni. Il 9 marzo si sono svolti i funerali nella Chiesa riformata di Bivio e hanno visto la partecipazione di un suo ex alunno, Padre Mauro Jöhri che ora ricopre la carica di Generale dei Cappuccini.
"La vita? È forse per tutti una sola, piccola bolla di sapone. " 

## Opere
- Ricordi di vita di un'insegnante «per vocazione», Graphic, Milano, 2012